# Буковица-Велика (Дервента)
Буковица-Велика (серб. Буковица Велика, хорв. Bukovica Velika) — населенный пункт (деревня) в общине Дервента, который принадлежит энтитету Республике Сербской, Босния и Герцеговина. По результатам югославской переписи населения 1991 года в Буковица-Велике проживало 544 человека.

## Население
В населении деревни преобладают хорваты.
| 1991                           | - | - | - | - | - | - |
| ------------------------------ | - | - | - | - | - | - |
| 544                            | - | - | - | - | - | - |
| Гистограмма динамики населения |   |   |   |   |   |   |

### Национальный состав
1991 год:
- сербы — 4 (0,73 %);
- хорваты — 537 (98,71 %);
- югославы — 1 (0,18 %);
- мусульмане — 0 (0,00 %);
- другие — 2 (0,36 %).